# 釜屋村 (岐阜県)
釜屋村（かまやむら）は、かつて岐阜県恵那郡にあった村である。
現在の恵那市山岡町釜屋に該当する。

## 大字・字
- 大字:無し
- 字:雲地、天地、天地平、石橋、油田、四反田、斧砥、神田、上の平、下の平、下道地、黒地、鶴岡、花木、西洞、高瀬、稲尾戸、石川、折立、國地、引地、百畔、市場、大洞、本蔵、中屋、轟、梅の木、金張、山崎、横山、新田、中一本木、下一本木、向田

## 歴史
- 平安時代は遠山荘の淡気郷の一部。
- 鎌倉時代〜戦国時代は明知遠山氏の領地。
- 江戸時代は旗本・明知遠山氏の知行地。
- 1889年（明治22年）7月1日 - 町村制により釜屋村が発足。
- 1897年（明治30年）4月1日 - 下手向村、原村、田代村と合併し、鶴岡村が発足。同日釜屋村は廃止。